# دریای ناپل
دریای ناپل (ایتالیایی: Il mare di Napoli) یک فیلم درام صامت ایتالیایی به کارگردانی کارمینه گالونه است که در سال ۱۹۱۹ منتشر شد. از بازیگران آن می‌توان به آلبرتو کاپوتسی و ایدا کارلونی تالی اشاره کرد.